# Група могил радянських воїнів: 5 братських могил
Гру́па моги́л радя́нських во́їнів: 5 бра́тських моги́л — пам'ятка історії місцевого значення (державний охоронний
№ 826-Дп), розташована у селі Великомихайлівка Покровського району Дніпропетровської області. Пам'ятка знаходиться на вулиці Шевченка 6-а, біля сільської ради.
Поховання відносяться до часів Другої світової війни, а саме — 1943 року. Німецька окупація Великомихайлівки тривала два роки. 13 вересня 1943 року воїни 346-ї Червонопрапорної Дебальцевської стрілецької дивізії звільнили село, але при цьому в бою загинуло 52 радянських воїни. На їхню честь 1957 року у центрі села, в парку біля сільської ради, був споруджений меморіальний комплекс. Роботи з виготовлення пам'ятника виконали Харківські художні майстерні (масове виробництво).
Стіна меморіалу має ламану форму. На ній змонтовано 49 металічних плит, на яких викарбувано прізвища загиблих земляків. На початку стіни вмонтовано в гранітну плиту орден Вітчизняної війни. У правому кутку меморіалу стоять три пілони, на вершинах яких крізь цегляну кладку викладено п'ятикутні зірки. Пілони стоять один за одним з наростаючою висотою. Внизу пілонів знаходиться пальник «Вічного вогню», виконаний у вигляді п'ятикутної зірки. Ліворуч від стіни меморіалу знаходяться п'ять братських могил, які розташовані у два ряди. Надгробки могил виготовлені з металевих плит, на яких зверху зображена п'ятикутна зірка та викарбувані прізвища загиблих.